# Campeonato Europeu de Voleibol Feminino de 1950
O Campeonato Europeu de Voleibol Feminino de 1950 foi a 2ª edição deste torneio bianual que reúne as principais seleções europeias de voleibol feminino. A Confederação Europeia de Voleibol (CEV) organizou do campeonato. O torneio foi disputado na Bulgária.

## Classificação final
| Place | Team            |
| ----- | --------------- |
| 1     | União Soviética |
| 2     | Polônia         |
| 3     | Checoslováquia  |
| 4.    | Bulgária        |
| 5.    | Romênia         |
| 6.    | Hungria         |